# 超市发

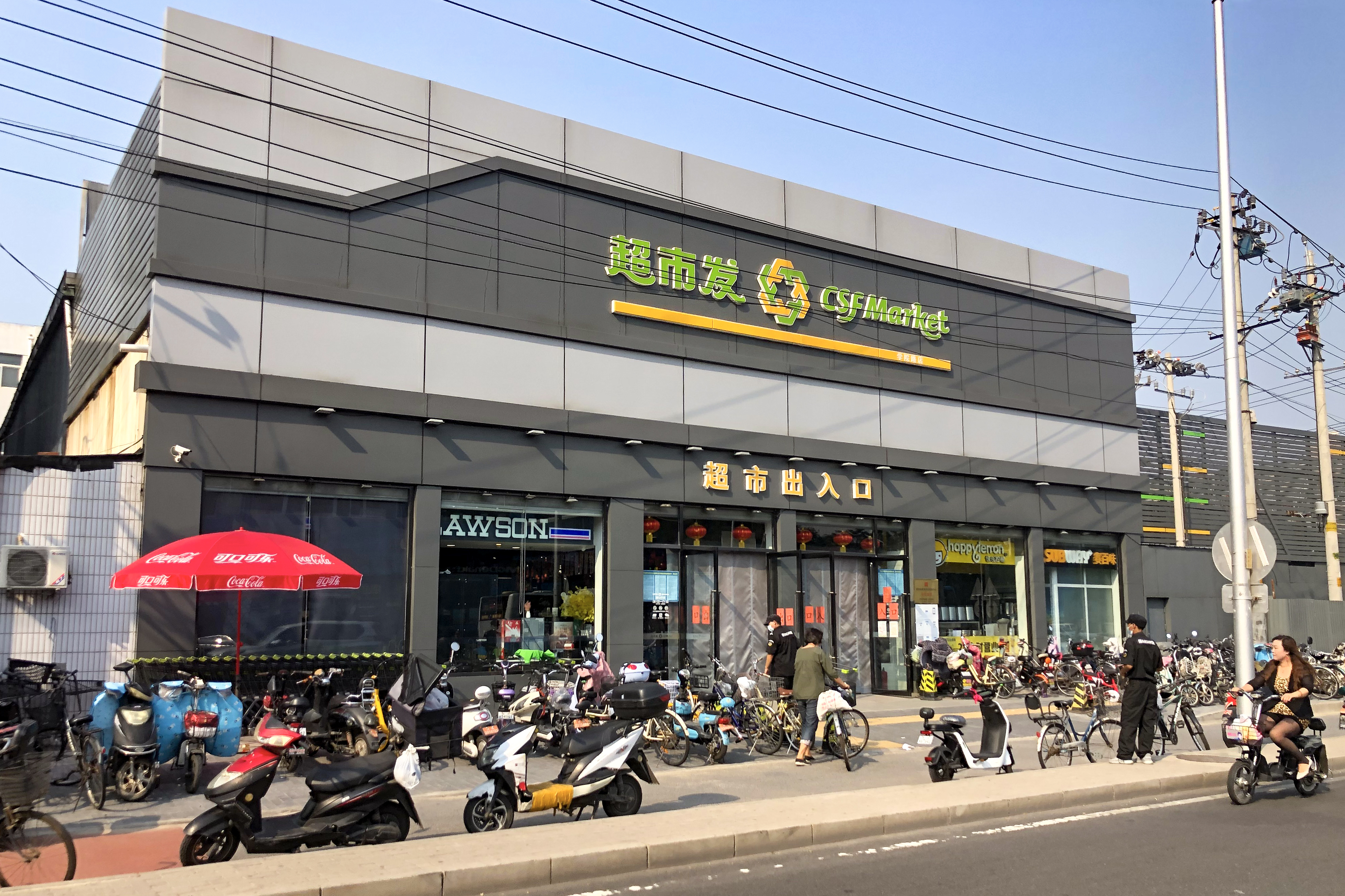
超市发学院路店

超市发，全称北京超市发连锁股份有限公司，是北京市一家主营生鲜日配、食品家居以及代理品牌商品的批发、零售业务的国有连锁超市企业，是海淀区国资委的下属企业。
北京超市发连锁股份有限公司前身是成立于1956年的海淀副食品公司。2017年罗森与超市发建立合作，至2019年2月双方已开出20家超市发罗森店。截至2020年，超市发共有门店百余家，分布在北京的8个区县及承德市、张家口市和宣化地区，并拥有批发、物流配送、农达菜市场、培训中心等全资子公司，以及3万余平方米物流配送基地、近6000平方米的恒温库和低温库和32个社区生活e中心。

## 历史
1999年，超市发进行了股份制改造，国有资本、非国有资本各占部分股权，其中国有资本属于绝对控股地位（53%）；2003年民营企业天客隆入股超市发，国有资本比例降低为47%。2016年，国有资本回购了全部股权，超市发成为全资国有企业。

## 争议
2023年9月5日，北京超市发连锁股份有限公司超市发玉海园店因销售10盒过期鸡蛋被北京市海淀区市场监督管理局罚款3105元，并没收违法所得195元。